# کوه نوانگ
کوه نوانگ (به لاتین: Mount Nuang) یک کوه در مالزی است که در Pahang dan Selangor, Malaysia واقع شده‌است. کوه نوانگ ۱٬۴۹۳ متر بالاتر از سطح دریا واقع شده‌است.